# Claire Titelman
Claire Titelman (ur. 1980) – amerykańska aktorka.

## Życiorys
Karierę aktorską rozpoczęła w 2005 roku, wówczas zagrała w filmach American Pie: Wakacje oraz The Good Humor Man. Claire wystąpiła także w serialu młodzieżowym, Weronika Mars.
Obecnie aktorka gra głównie role teatralne oraz pisze sztuki. W 2006 wystąpiła w sztuce Lemons are for Emergencies Only, a w 2007 roku wzięła udział w festiwalu Edinburgh Fringe.

## Wybrana filmografia
- 2005 – American Pie: Wakacje
- 2005 – The Good Humor Man